# 中拉巴斯

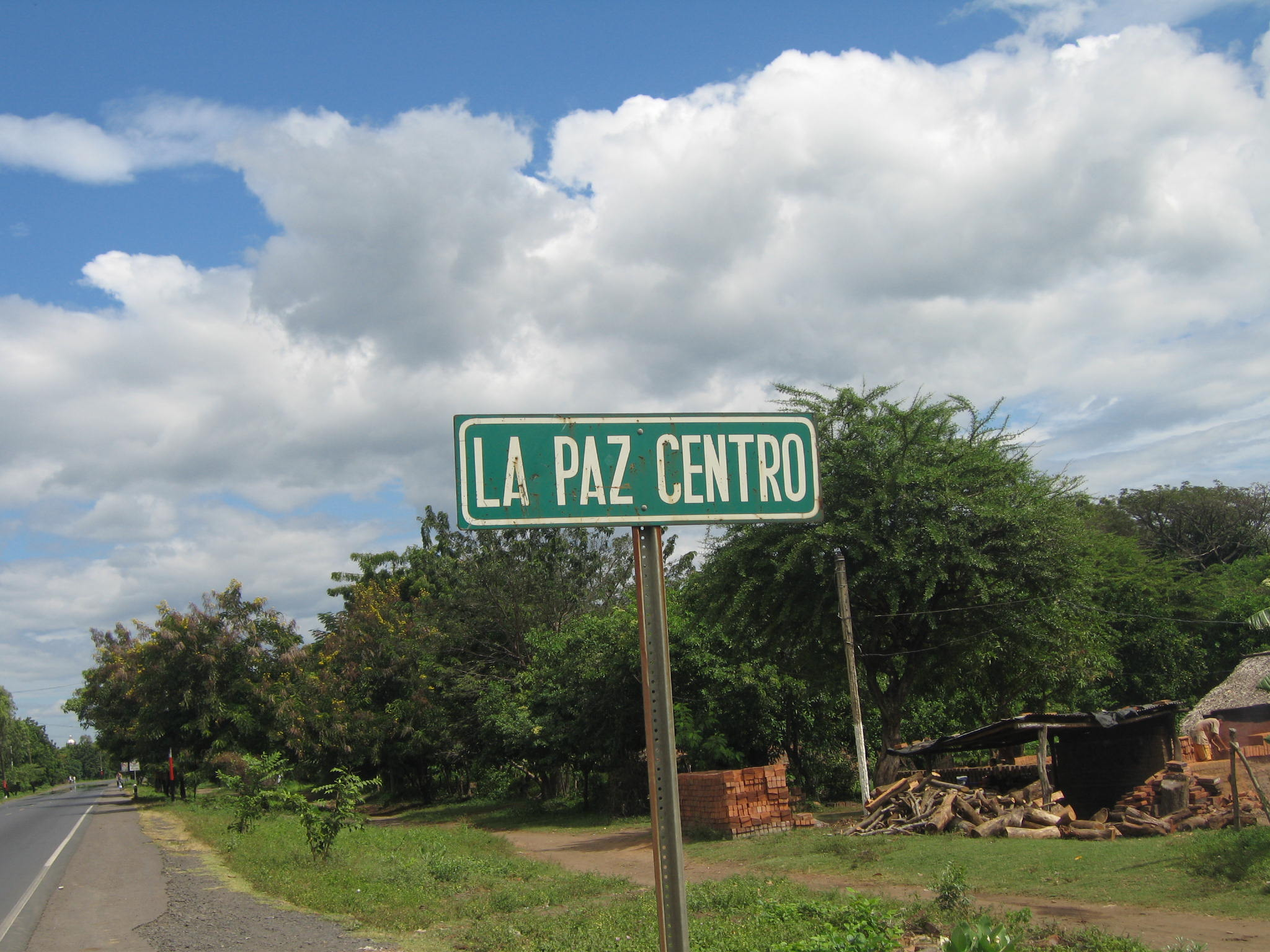
中拉巴斯

中拉巴斯（西班牙語：La Paz Centro），是尼加拉瓜的城鎮，位於該國西部，由萊昂省負責管轄，始建於1610年1月，面積692平方公里，海拔高度71米，2012年人口33,228，人口密度每平方公里48.02人。
12°20′24″N 86°40′31″W / 12.34000°N 86.67528°W